# Trío para piano n.º 2 (Schubert)

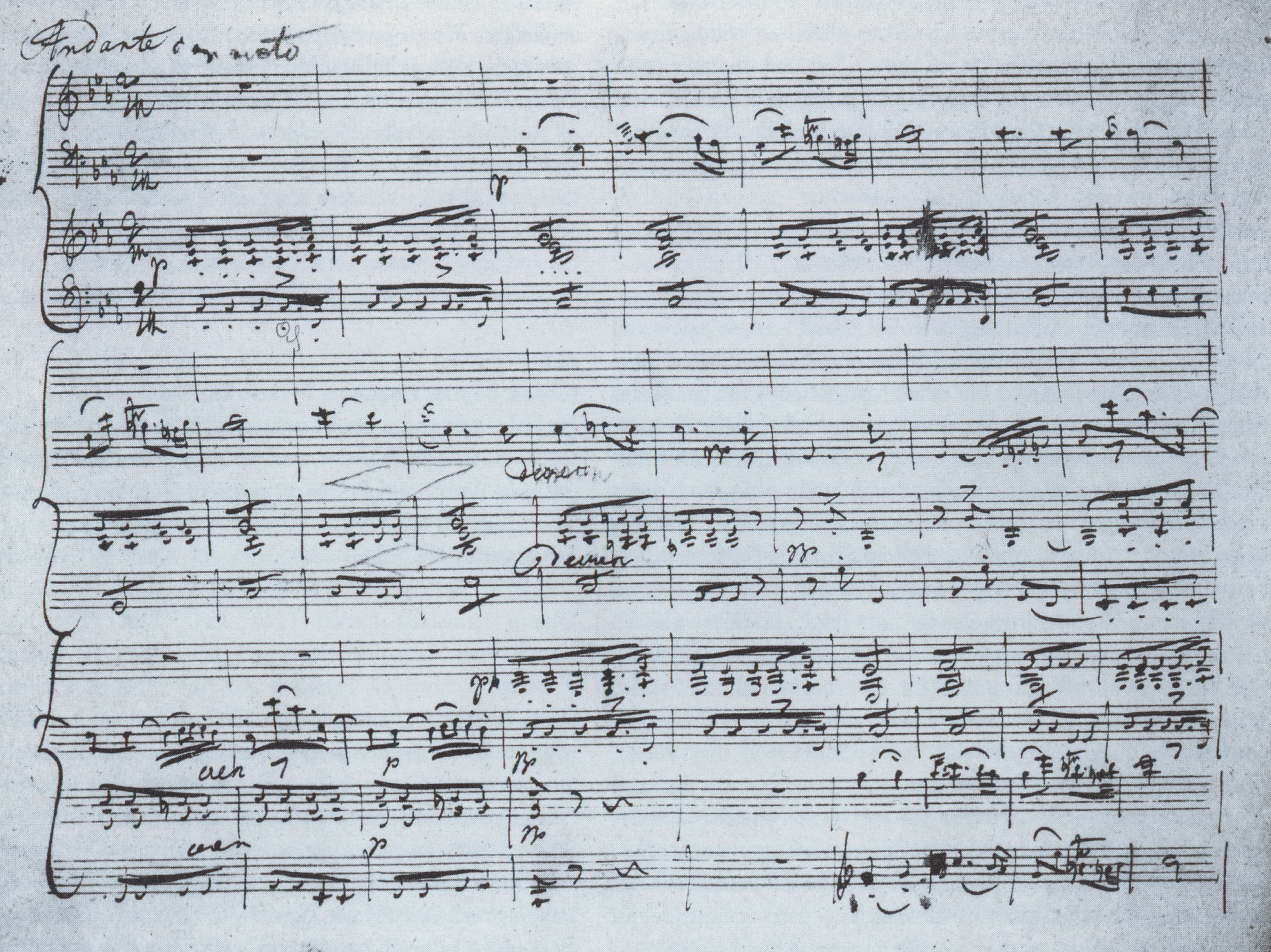
Partitura autografiada del Trío para piano nº 2

El Trío para piano núm. 2 para violín y violonchelo en mi bemol mayor, D. 929, escrito en noviembre de 1827, es una de las últimas composiciones de Franz Schubert. Fue publicada por Probst como opus 100 a finales de 1828, poco antes de la muerte del compositor. La primera interpretación se realizó en una fiesta privada en enero de ese año para celebrar el compromiso de un amigo de la escuela de Schubert, Josef von Spaun. Esta es una de las pocas obras de Schubert que este pudo escuchar interpretar, antes de que lo sorprendiera la muerte en noviembre.
Como su Trío para piano n.º 1, esta es una obra comparativamente más grande que la mayoría de tríos para piano de la época, y su interpretación dura unos cincuenta minutos. El segundo tema del primer movimiento está basado muy libremente en el tema inicial del Minué y Trío de la Sonata para piano en sol mayor, D. 894 (opus 78).
El tema principal del segundo movimiento fue utilizado como uno de los temas musicales centrales en la película de 1975 Barry Lyndon, de Stanley Kubrick. También ha sido utilizado en otras muchas películas, como Dr. Mabuse, der Spieler-Ein Bild der Zeit, El ansia, Marea roja, La pianista, Afterlife, The Mechanic, El congreso y Con la frente en alto.

## Estructura
Este trío para piano consta de cuatro movimientos:

### Allegro
El primer movimiento tiene la estructura de forma sonata. Hay quienes consideran que el material temático está constituido de seis unidades separadas mientras otras observan tres temas, cada uno con dos periodos. Comprende material temático extra durante la recapitulación. Como mínimo una de las unidades temáticas es baza en el tema del inicio del tercer movimiento.

### Andante con moto
El segundo movimiento tiene una doble forma ternaria asimétrica. El tema principal está basado en la canción popular sueca Se solen sjunker, que el compositor había escuchado en la casa de las hermanas Fröchlich, cantadas por el tenor Isak Albert Berg.

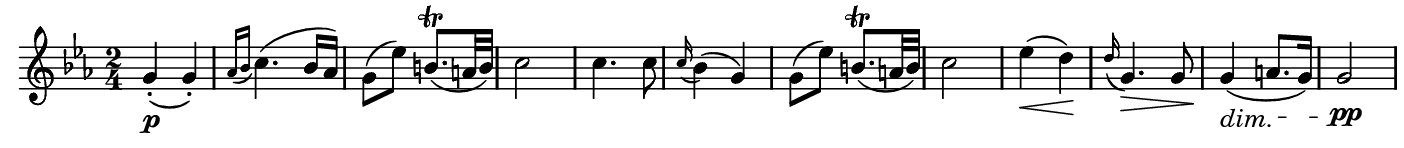
Tema principal del segundo movimiento

### Scherzo: Allegro moderato
El scherzo es un pieza animada en forma ternaria doble.

### Allegro moderato
El finale sigue la forma de rondó-sonata.